# Lorenzo Staelens
Lorenzo Staelens (Kortrijk, 1964. április 30. –) belga válogatott labdarúgó, edző.
A belga válogatott tagjaként részt vett az 1990-es, az 1994-es és az 1998-as világbajnokságon illetve a 2000-es Európa-bajnokságon.

## Sikerei, díjai
Club Brugge
- Belga bajnok (4): 1989–90, 1991–92, 1995–96, 1997–98
- Belga kupa (3): 1990–91, 1994–95, 1995–96
- Belga szuperkupa (6): 1990, 1991, 1992, 1994, 1996, 1998

Anderlecht
- Belga bajnok (2): 1999–00, 2000–01
- Belga szuperkupa (2): 2000, 2001